# ميلتون راموس
ميلتون راموس (بالإسبانية: Milton Ramos)‏ هو لاعب كرة قدم أرجنتيني في مركز الدفاع، ولد في 11 أغسطس 1994 في مدينة أدروغي في الأرجنتين. لعب مع Club Atlético San Miguel ‏.

## وصلات خارجية
- ميلتون راموس على موقع قاعدة بيانات كرة القدم.إي يو (الإنجليزية)
- ميلتون راموس على موقع Soccerway.com (الإنجليزية)